# Pistoleta

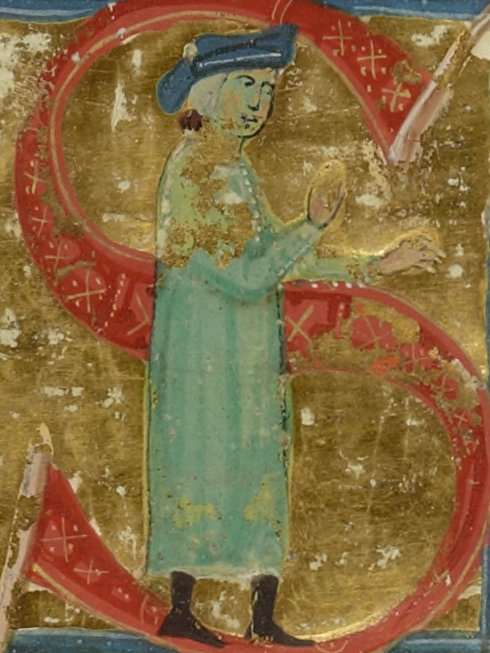
Pistoleta.Biblioteca Nacional de Francia

Pistoleta (1185-1228) fue un trovador provenzal. Su nombre (en realidad un apodo) significa "pequeña carta (epístola)" en occitano. Han llegado hasta nosotros alrededor de once canciones, (nueve cançós y dos tensos). 
Era un cantaire (cantautor), de Arnaut de Mareuil, lo que implica que probablemente era un jongleur Arnaut que cantó las canciones o tal vez actuó como mensajero para llevar sus canciones de un lugar a otro, tanto oralmente como por escrito. Puede que hubiese llevado canciones de amor de Arnaut a la "condesa de Burlatz" (comtessa de Burlats), lo que explicaría su apodo epistolita. Si los estudios acerca de Pistoleta son correctos, en un principio inició su carrera, luego fue probablemente un jongleur alrededor de 1195 o tal vez antes, en 1185 y sólo comenzó a desarrollar su propia carrera en torno a 1205. 
En la obra conocida de Pistoleta, cinco son las canciones que contienen referencias al rey de Aragón, por lo general se cree que Pedro II de Aragón. En algún momento se convirtió en vasallo de este rey, como escribe en Ai! tan sospir mi venon noit e dia de los reis d'Arragon, de Cui ai fait siengnor ("Rey de Aragón, a quien han hecho [mi] señor"). De ello se puede deducir que pasó algún tiempo en la corte del rey Pedro, pero parece ser que también se dirigió al rey por lo menos en un poema a modo de epístola, en ANC mais nulhs hom no fon apoderatz. 
También dijo haber tenido relaciones con Ebles V de Ventadorn y Tomás I de Saboya. En su juventud viajó a Lemosín y al Languedoc y se reunió con María de Ventadorn, esposa de Ebles. Compuso un tenso para esta última, que ha sido fechada a finales de 1228, por lo que es su último trabajo conocido y la única obra conocida que habla de María de Ventadorn. 
Posteriormente a octubre de 1214, escribió Pistoleta Ses chantars fos grazitz, una elegía, con motivo de los fallecimientos de Pedro II y Alfonso VIII de Castilla entre 1213 y 1214, respectivamente: 
| Pueis lo reis d'Aragon muric ni.l reis N'Anfos, e si per leis non fos cui sobr'altras res blan, non chantera ugan. | Desde el Rey de Aragón y el rey Alfonso murió Señor, y no será para ellos que por encima de otros son agradables, No voy a cantar este año. |

En varias ocasiones después de componer esta canción, probablemente en Languedoc o Cataluña (Pistoleta cita tal vez visitar Perpiñán), donde Pedro y Alfonso se reúnen con frecuencia, Pistoleta regresó al este del Ródano en Provence. Probablemente en esta época viajó a Saboya, para visitar a Tomás I. Fue también durante este período en Provence cuando se reunió y debatió con Blacas en algún momento después de 1220, por la que se menciona Emperaire (emperador) Federico II Hohenstaufen que se vio hecho emperador en 1220.
También escribió dos tensos con dos trobairitz (trovadora): Bona domna, un conseill vos deman ("La buena señora, Les ruego que me aconsejara"), con una señora anónima y la mencionada pieza con María de Ventadorn.